# Saison 9 de Scrubs
Chronologie
Saison 8
Cet article présente le guide des épisodes de la neuvième et dernière saison de la série télévisée Scrubs.

## Distribution

### Acteurs principaux
- Zach Braff (VF : Alexis Tomassian) : Dr John Michael « JD » Dorian  (épisode 1 à 5 puis 9)
- Donald Faison (VF : Lucien Jean-Baptiste) : Dr Christopher « Turk » Duncan Turk
- John C. McGinley (VF : Hervé Jolly) : Dr Perceval « Perry » Ulysse Cox
- Eliza Coupe (VF : Anne Dolan) : Denise Mahoney[1]
- Kerry Bishé (VF : Céline Ronté) : Lucy Bennett[2]
- Michael Mosley (VF : Thomas Roditi) : Drew Suffin[2]
- Dave Franco (VF : Stéphane Marais) : Cole Aaronson[3]

### Acteurs secondaires
- Ken Jenkins (VF : Richard Leblond) : Dr Robert « Bob » Kelso (épisode 1, 2, 4, 5, 6, 7 et 12)
- Sarah Chalke (VF : Véronique Desmadryl) : Dr Elliot Reid (épisode 1, 6, 7 et 9)
- Robert Maschio (VF : Pascal Germain) : Dr Todd Quinlan (épisode 1, 2, 6, 9, 10 et 13)
- Nicky Whelan (VF : Geneviève Doang) : Maya
- Windell D. Middlebrooks : Captain Duncook
- Matthew Moy (en) (VF : Arthur Pestel) : Trang
- Steven Cragg : Lt. Underhill
- Neil Flynn (VF : Marc Alfos) : Glenn Matthews ou L'homme de ménage (épisode 1)
- Kate Micucci : Stephanie Gooch (épisode 4)
- Sam Lloyd (VF : Denis Boileau) : Ted Buckland (épisode 4)
- Geoff Stevenson : Dr. Beardface (épisode 8)
- Christa Miller-Lawrence (VF : Brigitte Aubry) : Jordan Sullivan (épisode 9)

## Résumé de la saison
Cette saison prend place environ un an et demi après la saison 8. L'hôpital du Sacré-Cœur a été détruit et déplacé sur le campus de l'université de Winston, où les Drs Cox, Kelso, Turk sont devenus professeurs. J.D., maintenant marié à Elliot et attendant son premier enfant d'elle, revient également pour donner quelques cours.
L'action se concentre maintenant sur Lucy Bennett, une nouvelle étudiante en médecine aussi rêveuse que J.D., commentant également sa vie et se perdant dans des rêves éveillés. J.D. la prendra sous son aile contre le Dr Cox avant qu'elle ne se fasse un groupe d'amis : Cole Aaronson, fils d'un des principaux donateurs de l'école, arriviste et prétentieux, Drew Suffin, un trentenaire qui tente sa dernière chance à l'examen de médecine, Maya, une Australienne (Suisse dans la version française), et Trang. Grâce à eux, elle arrive à se faire une place dans un milieu difficile où elle avait du mal à s'intégrer.

## Épisodes

### Épisode 1:Notre premier jour d'école
- États-Unis /  Canada : 1er décembre 2009[4] sur ABC / Citytv[5]
- France : 8 septembre 2010 sur TPS Star[6]

- Sarah Chalke (Elliot)
- Ken Jenkins (Dr Kelso)
- Neil Flynn (the janitor)
- Robert Maschio (Todd)
- Nicky Whelan (Maya)
- Windell D. Middlebrooks (Captain Duncook)
- Steven Cragg (Lt. Underhill)
- Walter Addison (Ben)
- Holly Kaplan (the patient)

### Épisode 2:Notre ami l'ivrogne
- États-Unis /  Canada : 1er décembre 2009 sur ABC / Citytv
- France : 8 septembre 2010 sur TPS Star[6]

- Ken Jenkins (Dr Kelso)
- Robert Maschio (Todd)
- Nicky Whelan (Maya)
- Windell D. Middlebrooks (Captain Duncook)
- Steven Cragg (Lt. Underhill)
- John Billingsley (Alan)
- Antonio Sabato Jr. (Antonio)

### Épisode 3:Nos modèles
- États-Unis : 8 décembre 2009
- France : 8 septembre 2010 sur TPS Star[6]

- Windell D. Middlebrooks (Captain Duncook)
- Steven Cragg (Lt. Underhill)
- Nicky Whelan (Maya)

### Épisode 4:Nos histoires
- États-Unis : 15 décembre 2009
- France : 15 septembre 2010 sur TPS Star[6]

- Ken Jenkins (Dr Kelso)
- Sam Lloyd (Ted)
- Kate Micucci (Gooch)
- Windell D. Middlebrooks (Captain Duncook)
- Steven Cragg (Lt. Underhill)
- Nicky Whelan (Maya)
- Paul Dooley (Paul)

### Épisode 5:Nos hésitations
- États-Unis : 22 décembre 2009
- France : 15 septembre 2010 sur TPS Star[6]

- Sonal Shah (Sunny)
- Ken Jenkins (Dr Kelso)
- Matthew Moy (Trang)

### Épisode 6:Notre nouvelle super pote
- États-Unis : 1er janvier 2010
- France : 22 septembre 2010 sur TPS Star[6]

- Sarah Chalke (Elliot)
- Ken Jenkins (Dr Kelso)
- Robert Maschio (Todd)
- Windell D. Middlebrooks (Captain Duncook)
- Steven Cragg (Lt. Underhill)

### Épisode 7:Nos blouses blanches
- États-Unis : 5 janvier 2010
- France : 22 septembre 2010 sur TPS Star[6]

- Sarah Chalke (Elliot)
- Ken Jenkins (Dr Kelso)
- Tony Tambi (Joseph)
- Windell D. Middlebrooks (Captain Duncook)

### Épisode 8:Nos couples
- États-Unis : 5 janvier 2010
- France : 29 septembre 2010 sur TPS Star[6]

- Robert Maschio (Todd)
- Windell D. Middlebrooks (Captain Duncook)
- Steven Cragg (Lt. Underhill)
- Nicky Whelan (Maya)
- Tom Ormeny (Arthur)

### Épisode 9:Nos mystères
- États-Unis : 12 janvier 2010
- France : 29 septembre 2010 sur TPS Star[6]

- Sarah Chalke (Elliot)
- Christa Miller (Jordan)
- Walter Addison (Ben)
- Art Frankel (Mr. Foster)
- Edith Fields (Mrs. Foster)

### Épisode 10:Nos vrais mensonges
- États-Unis : 19 janvier 2010
- France : 6 octobre 2010 sur TPS Star[6]

- Robert Maschio (Todd)
- Nicky Whelan (Maya)
- Matthew Moy (Trang)
- Tracy McCubbin (Nurse Sheila)

### Épisode 11:Nos chefs de groupe
- États-Unis : 26 janvier 2010
- France : 6 octobre 2010 sur TPS Star[6]

Reno Wilson (Russell)

### Épisode 12:Nos soucis de conduite
- États-Unis : 10 mars 2010
- France : 13 octobre 2010 sur TPS Star[6]

- Ken Jenkins (Dr Kelso)
- Nicky Whelan (Maya)
- Matty Cardarople (Frank)
- Jane Le (Ming)
- Matthew Moy (Trang)

### Épisode 13:Nos remerciements
- États-Unis : 17 mars 2010
- France : 13 octobre 2010 sur TPS Star[6]

- Robert Maschio (Todd)
- Matthew Moy (Trang)
- Ryan Biegel (Clint)
- Nicky Whelan (Maya)